# Cal Bisbe Mas
Cal Bisbe Mas és una obra de Mataró (Maresme) protegida com a Bé Cultural d'Interès Local.

## Descripció
Casal de planta baixa, dues plantes pis i pati amb una construcció annexa amb columnes pròpies del romanticisme de finals de segle. A l'interior destaca l'estructura de les tres voltes de canó i dues de mocador donant al pati, l'escala principal i les pintures al fresc de la planta baixa obra del pintor italià del segle xix Carlo Crenaci. A la façana s'observa obertures amb brancals i llindes de pedra en planta baixa i una porta amb decoració en talla de fusta, tres balcons amb brancals i llindes de pedra a les plantes superiors, els del primer pis amb enreixat de forja i rajola vidriada, i dues finestres amb xafarderes de fusta al primer pis. La façana que segueix la curvatura del carrer, presenta un esgrafiat enbetat a la planta baixa i amb elements decoratius al·legòrics a un antic propietari (Soleret).

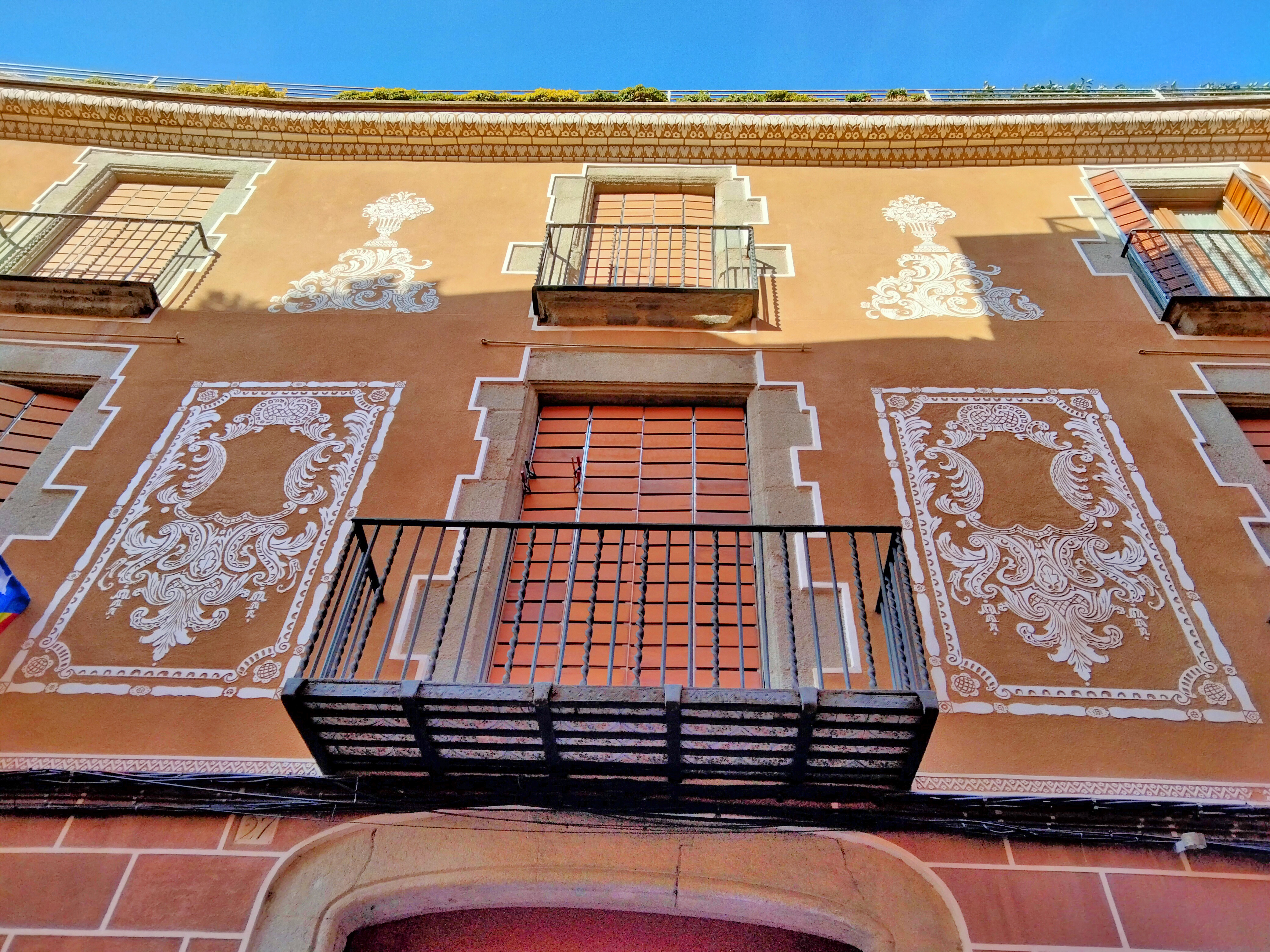
Balcó central i esgrafiats

Els dibuixos de l'esgrafiat corresponen a Santiago Alsina i Borrell i daten de l'octubre de 1941.